# 佩氏岩頭長頜魚
佩氏岩頭長頜魚，為輻鰭魚綱骨舌魚目象鼻魚科的其中一種，分布於非洲獅子山至象牙海岸的淡水流域，體呈銀色，體長可達9.1公分，棲息在底層水域。

## 外部連結
佩氏岩頭長頜魚的圖片 （页面存档备份，存于）